# 아폴로 7호
아폴로 7호(Apollo 7)는 미국 NASA의 아폴로 계획에 의해 1968년 10월 11일에 새턴 IB 로켓으로 발사된 아폴로 계획 최초의 유인우주선이다. 아폴로 7호는 1968년 10월 11일에 발사되어 10월 22일에 착수하기까지 월리 시라, D.F.아이셀 및 R.W.커닝햄의 세 비행사에 의하여 260시간 체공하면서 지구를 163회 돌았다. 3인승 우주선의 기능시험이 주요목표였다. 유인우주선으로는 최초로 텔레비전 생중계를 실시했다.

## 승무원
- 월리 시라 - 선장
- 돈 아이셀 - 사령선 조종사
- 발터 커닝햄 - 달 착륙선 조종사

### 백업 승무원
- 토마스 스태퍼드 - 선장
- 존 영 - 사령선 조종사
- 유진 서넌 - 달 착륙선 조종사

### 지원 승무원
- 로널드 에반스
- 웨드워드 기븐스
- 잭 스위거트
- 윌리엄 포그

### 비행 지휘자
- 글린 룬네이 블랙 팀
- 진 크랜즈 화이트 팀
- 게리 그리핀 골드 팀

## 미션의 하이라이트
아폴로 7호는 사용 자재의 신뢰성의 확립을 목적으로 하고 있었다. 1967년의 아폴로 1호 화재 사건 이후, 아폴로 사령선은 대폭 재설계되었다. 머큐리 계획, 제미니 계획, 아폴로 계획의 우주선들에 탑승한 유일한 우주비행사인 월리 시라는, 사령선과 기계선의 지구 주회 궤도에 있어서의 익숙한 비행을 맡게 되었다. 이 비행에는 달 착륙선을 포함하지 않았기 때문에 보다 크고 강력한 새턴 V 로켓이 아닌 새턴 IB 로켓으로 발사하였다.
아폴로 우주선의 하드웨어와 임무 상의 제작은 이렇다할 큰 문제는 없이 완료되어, 달 궤도에의 투입과 이탈에 이용되는 보조 추진 시스템(SPS: Service Propulsion System) 및 모든 중요한 엔진은 8회의 분사로 완전히 작동하였다. 아폴로 우주선의 선실은 제미니의 선실보다 크고 쾌적했다. 그런데도 11일간의 궤도 체류는 우주비행사들에게 있어서 괴로운 것이었다. 3명의 승무원은 감기에 걸려 버렸다.그 결과, 선장인 월리 시라는 미션 컨트롤 센터로부터의 지령에 대해서 과민하게 반응하게 되어 통신 주임에 대해서 3명의 우주비행사들은 각자가 더 이상의 임무 수행은 할 수 없다고 대답하게 되었다. 그러나 이 임무에 의해서 기본적인 아폴로 우주선이 임무를 성공시킬 능력을 갖추고 있는 것이 성공리에 증명되었던 것이다.
이 임무의 목표에는, 미국의 우주선으로부터 첫 TV 생중계에 의한 방송을 실시하는 것(1963년, 머큐리 9호의 고든 쿠퍼 비행사가 생중계 방송을 실시하였지만, 이때 사용된 것은 통상의 텔레비전은 아니고 저속 스캔 텔레비전이었다) 및 달 착륙선과의 도킹 테스트가 포함되어 있었다.

## 전시
아폴로 7호 사령선은 캐나다 오타와의 캐나다 과학 기술 박물관에 월리 시라가 착용하고 있던 우주복과 함께 2년마다의 계약 갱신으로 30년 가깝게에 걸쳐서 대여되고 있었다. 2003년 11월, 스미스소니언 협회는, 협회의 새로운 박물관으로의 전시를 위해서 반환을 요청했다.
아폴로 7호는 현재는 텍사스주 댈러스 라브 필드에 있는 Frontiers of Flight Museum에 스미스소니언 협회로부터 대여되어 전시되고 있다.
아폴로 7호는 아폴로 우주선의 유인 비행에서는 유일하게 케이프커내버럴 공군기지의 LC-34 발사대로부터 발사되었다. 이 후에 계속되는 모든 아폴로 계획(아폴로-소유즈 테스트 계획이나 스카이랩을 포함한다)은 케네디 우주 센터 발사 시설 39 발사대로부터 발사할 수 있다.

## 미션 기장
아폴로 7호의 미션 기장은 주 엔진을 분사하는 기계선의 비행을 표현하고 있다. 엔진으로부터 늘어난 분사염은 지구를 일주해 기장을 나와 퍼지고 있다. 월리 시라는 이 기장에 달이 들어갈 수 없었던 이유를 「달에 가는 사람들을 위해서 잡아 두자.」라고 말하고 있다. 로마 숫자의 7(VII)이 남태평양에 써졌고, 승무원들의 이름이 기록되고 있다.

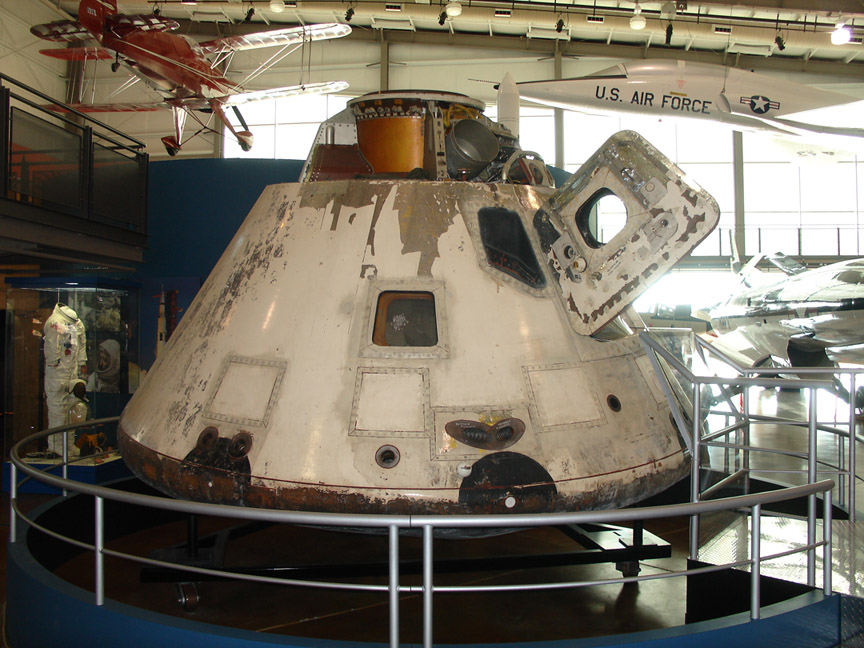
아폴로 7호의 사령선
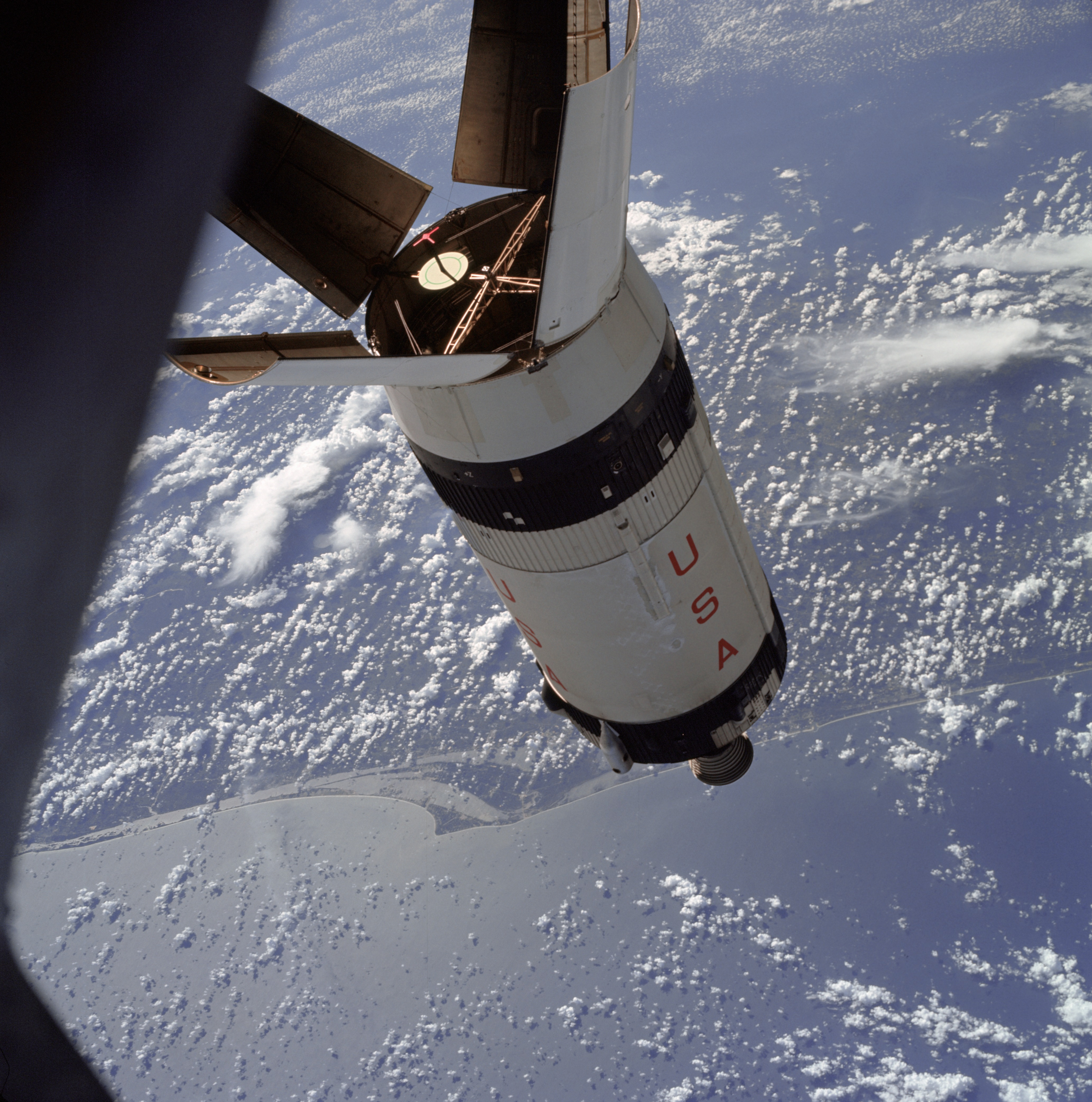
아폴로 7호로부터 분리되는 새턴 IB 로켓의 2단 로켓 SIV-B
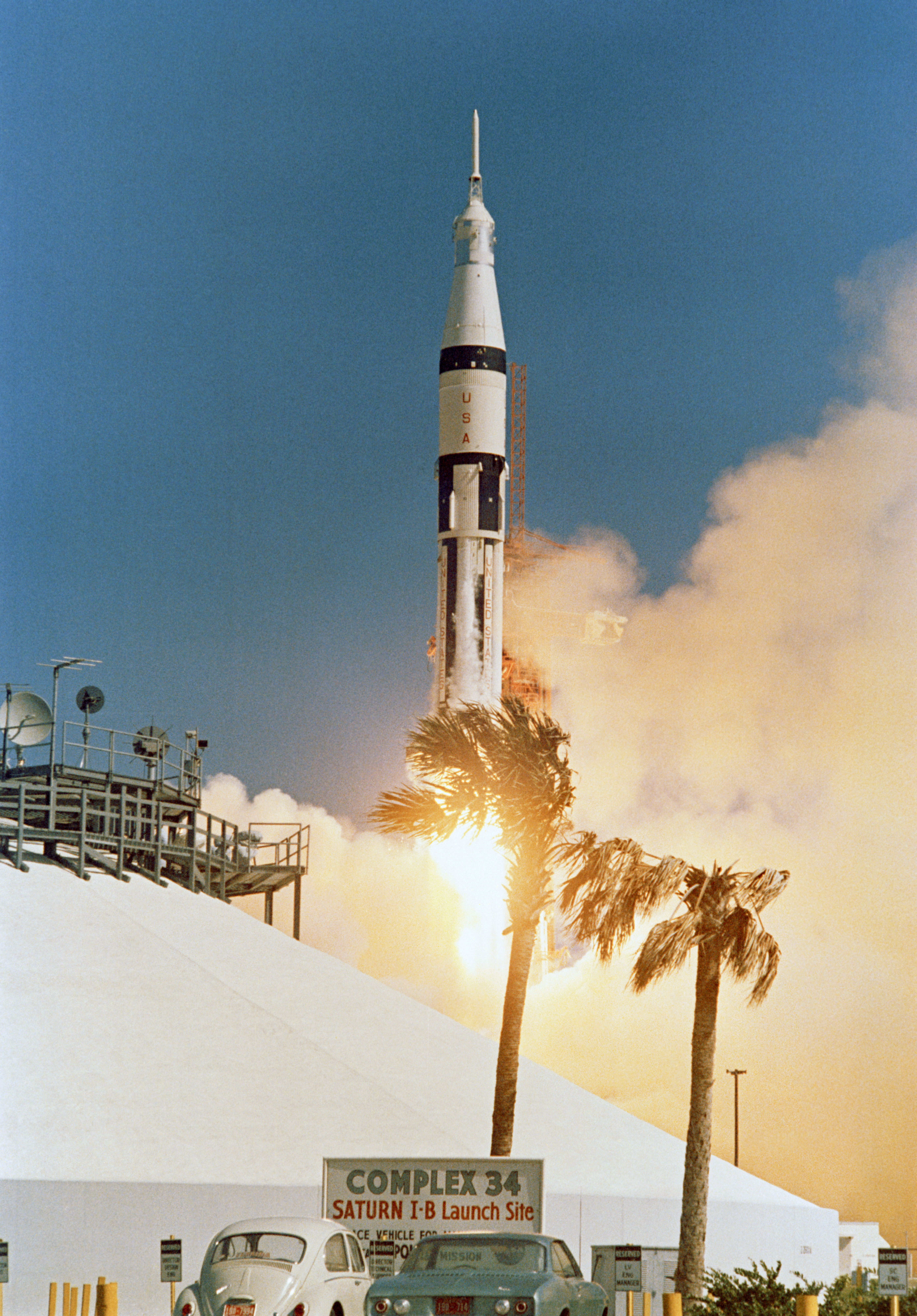
아폴로 7호의 발사